# Pargas
Pargas (/ˈpɑrgɑs/) trong tiếng Thụy Điển and Parainen ([ˈpɑrɑinen] in Tiếng Phần Lan), là một thành phố ở tây nam Phần Lan. Đô thị này thành lập từ năm 1977.
Vị trí ở tỉnh của Tây Phần Lan thuộc vùng Tây Nam Phần Lan. Thành phố này có dân số 12.153 người (năm 2006) và diện tích 272,79 km² (trừ phần mặt biển) trong đó có 1,19 km² là mặt nước nội địa. Mật độ dân số là 44,27 người trên mỗi km².
Đô thị này sử dụng hai ngôn ngữ với đa số (54%) sử dụng tiếng Thụy Điển và thiểu số (45%) nói tiếng Phần Lan.

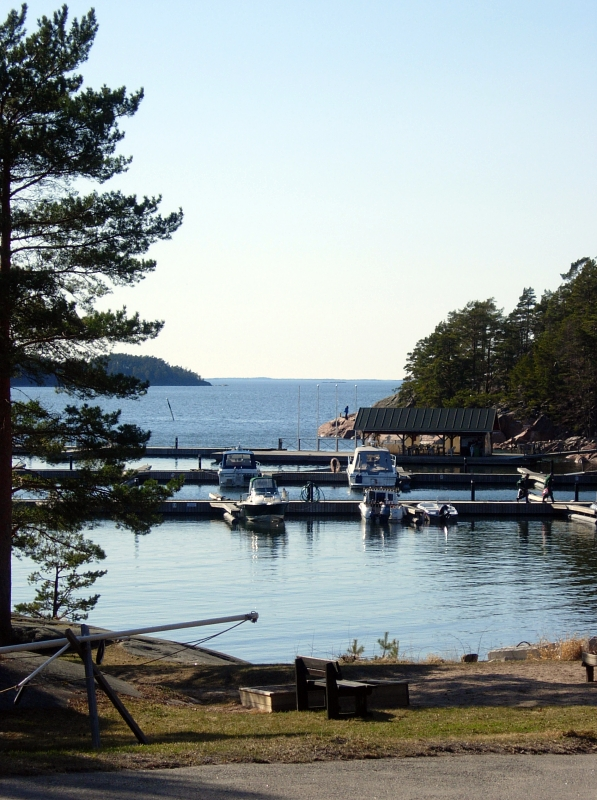

## Thành phố kết nghĩa
- Haninge, Thụy Điển
- Ulstein, Na Uy
- Chudovo, Nga
- Kärdla, Estonia